# شهرستان آتسگو (نیویورک)

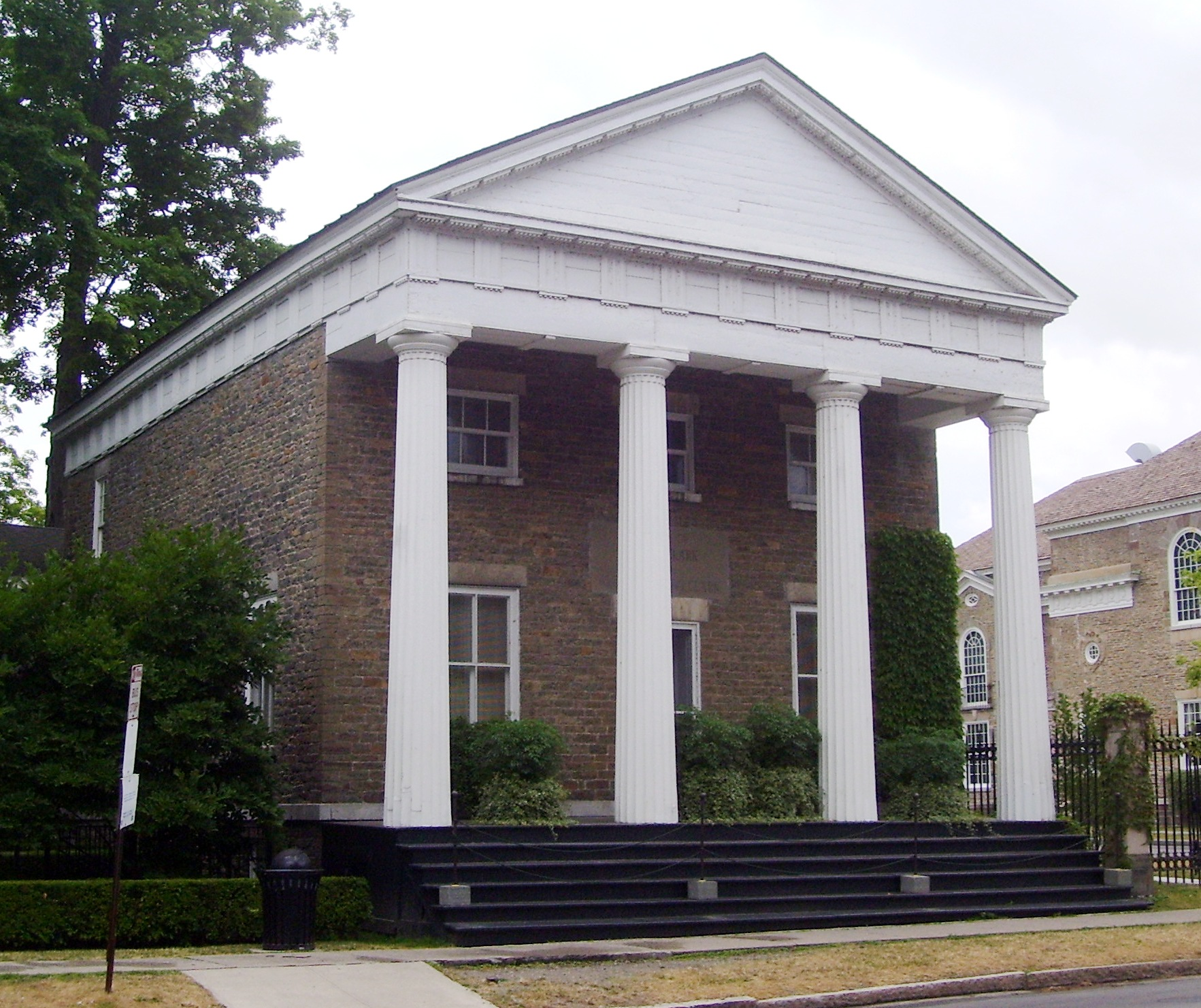
Otsego County Bank building at 19 main street

شهرستان آتسگو، نیویورک (به انگلیسی: Otsego County, New York) یک سکونتگاه مسکونی در ایالات متحده آمریکا است که در ایالت نیویورک واقع شده‌است.

## خصوصیات
شهرستان آتسگو ۲٬۶۲۸٫۸۵ کیلومترمربع مساحت دارد.